# روانسر
رَوانسَر (به کُردی: ڕوانسەر) یکی از شهرهای استان کرمانشاه در غرب ایران است که با ارتفاع ۱,۳۶۰متر در ۵۶ کیلومتری شمال غربی کرمانشاه و ۱۹ کیلومتری جنوب شرقی جوانرود، سر راه کرمانشاه به تازه‌آباد، کنار راه اسلام‌آباد به پاوه و در درّۀ جنوبی کوه هول‌آور قرار دارد.
این شهر مرکز شهرستان روانسر می‌باشد و نزدیک‌ترین مرکز شهرستان به مرکز استان یعنی شهر کرمانشاه می‌باشد. به علت مناظر، آب و اماکن تفریحی دیدنی که دارد سالیانه توریست‌های زیادی را جذب می‌کند.

## علت نام گذاری
در مورد نام روانسر نظریات مختلفی مطرح شده‌است که بر اساس یکی از آن‌ها به سبب وجود سرآب گنه خانی که سرچشمه رود قره‌سو است، این محل روان-سر یعنی سرچشمه رودخانه‌ها خوانده شده‌ است.

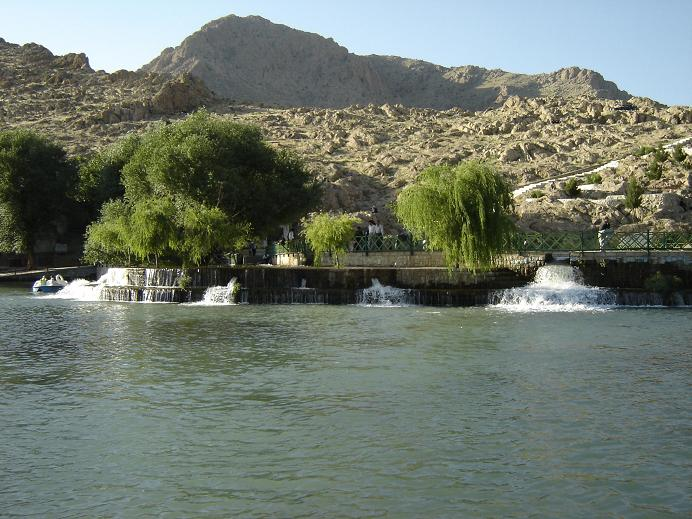
سراب گنه خانی روانسر

## موقعیت جغرافیایی
شهر روانسر در ۴۶ درجه و ۲۰ دقیقه تا ۴۶ درجه ۵۳ دقیقه طول شرقی‌ و ۳۴ درجه و ۳۲ دقیقه تا ۳۵ درجه عرض شمالی واقع شده است. این شهر در ارتفاع متوسط ۱۳۸۰ متر از سطح دریا قرار گرفته و در فاصله ۶۰ کیلومتری غرب شهر کرمانشاه قرار دارد.

## مردم

### زبان
مردم روانسر به زبان کردی گویش کردی مرکزی و لهجه اردلانی صحبت می‌کنند.

### مذهب
مذهب مردم روانسر سنی شافعی است.

### جمعیت
بر پایه سرشماری جمعیت شهری روانسر ۱۰۰٬۰۰۰ نفر جمعیت دارد و جمعیت کلی (شهری و روستایی) آن بالغ بر ۱۵۰٬۰۰۰ نفر می‌باشد. (۱۸٬۹۸۰ خانوار). و جمعیت روستایی و دهستان و بخش آن نیز بالغ بر ۵۰٬۰۰۰ نفر می‌باشد.

## تاریخ و آثار باستانی
روانسر دارای آثار پیش از حد تاریخی مهمی است و از این لحاظ در باستان‌شناسی غرب کشور جایگاه ویژه‌ای دارد. قدیمی‌ترین آثار سکونت انسان در اطراف روانسر به دوره پارینه سنگی میانی تا فرا پارینه سنگی بازمی‌گردد که حداقل از حدود ۵۰ هزار سال تا ۱۲ هزار سال پیش را شامل می‌شود که بقایای آن‌ها در غارهای کولیان و جاوری و همچنین رودخانه گراب (آوی خر) یافت شده‌است. از دیگر کشفیات قدیمی روانسر یک دندان آسیاب فیل است که مربوط به دوره پلیستوسن است و در نزدیکی شهرک روانسر کشف شده‌است. از آثار دیگر روانسر تپه موسایی و دو تپه مجاور آن است که از اوایل دوره مس و سنگ (حدود ۷ هزار سال پیش) تا زمان‌های اخیر مورد سکونت انسان بوده‌است.
در دوره آشور نیز روانسر یکی از پایگاه‌های این دولت بین‌النهرینی بوده که نیکور خوانده می‌شد و سربازان آشوری مستقر در آن خراج جمع‌آوری شده از منطقه را به آشور می‌فرستادند. دخمه روانسر که مردم روانسر به آن «کۆشک» می‌گویند در دیواره کوه قله در شمال شرقی روانسر واقع است که به دوره هخامنشی بازمی‌گردد. این دخمه شامل یک اتاقک کوچک است که ورودی آن به سمت شرق و مشرف به رودخانه وشکه رو است. نقش اهورامزدا، یک شخص روحانی و توده‌ای هیزم در سمت راست ورودی این دخمه دیده می‌شود. یک پایه ستون نیز در کنار سراب گنه خانی وجود داردبه اسم «تختی زنگی» که احتمالاً هم‌زمان با دخمه ساخته شده‌است و نشان دهنده وجود یک کاخ یا سازه‌ای کوچکتر در نزدیکی چشمه در دوران هخامنشی است؛ بنابراین روانسر در دوره هخامنشی نیز احتمالاً یکی از مراکز مهم این حکومت در غرب کشور بوده‌است. در دورهٔ اشکانی روانسر شهر کوچکی در غرب روانسر کنونی بوده که امروزه بقایای آن نزدیک چشمه کانی واین (نزدیک پلیس راه) قرار دارد. از دورهٔ ساسانی نیز مجموعه‌ای از ظروف نقره در غار قوری قلعه کشف شده‌است. همچنین بقایای یک اسب دوره ساسانی مربوط به دوره حکومت شاهپور دوم که در یکی از غارهای منطقه روانسر کشف شده توسط متخصصین ژنتیک بررسی و تاریخ گذاری شده‌است. همچنین گورستانی از دوره صفوی با سنگ قبرهای کتیبه دار به خط کوفی در دامنه شمالی کوه قله وجود داشت که متأسفانه طی سالیان اخیر نابود شده یا به تاراج رفته‌است. این گورستان بزرگ صفوی گویای اهمیت روانسر در دوره صفوی است روانسر در دوران حکومت اردلان نیز جزو قلمرو حاکمان اردلان بوده‌است.
نام روانسر نخستین بار در حدود چهارصد سال پیش در منابع مکتوب ذکر شده‌است. این منبع کتاب شرفنامه بدلیسی است که در آن از روانسر بعنوان متصرفات امرای درتنگ نام برده شده‌است.

### آثار باستانی روانسر:
- غارهای مر کولیان، مر دالان، مر گوره، کاوات و مر جاوری (از دوره پارینه سنگی میانی - حدود ۵۰ هزار سال پیش- تا اواخر دوره فرا پارینه سنگی- حدود ۱۲ هزار سال پیش-)
- تپه‌های سه‌گانه موسایی (از اواخر دوره نو سنگی -حدود ۷ هزار سال پیش- تا دوران اسلامی)
- گوردخمه «کۆشک» (دوره هخامنشی)
- تپه کانی واین (دوره اشکانی)
- غار قوری قلعه (دوره ساسانی)
- گورستان اسلامی (دورهٔ صفوی و قاجار)

## معماری سنتی
معماری سنتی روانسر شامل واحدهایی دو طبقه و ایوان دار بود که دیوار طبقه همکف آن از سنگ لاشه و دیوار طبقه بالا اکثراً از خشت ساخته می‌شد. طبقه بالا دارای ایوان مسقف با ستونهای چوبی بود و کلیه اتاق‌ها دارای پنجره‌های کوچک چوبی بودند که معمولاً آبی رنگ بودند. سقف با تیر و چوب یا با شاخه‌های بید و لایه‌ای از کاهگل پوشانده می‌شد. از اتاقهای طبقه همکف برای نگهداری دام و انبار هیزم و غله استفاده می‌شد. خانواده نیز در طبقه بالا مستقر می‌شدند. متأسفانه معماری سنتی روانسر طی دهه‌های شصت و هفتاد بتدریج تخریب شد و امروز تنها چند نمونه با قدمت بیش از شصت سال در روانسر باقی‌مانده که اغلب در شرق سراب گنی خانی واقع شده‌اند.

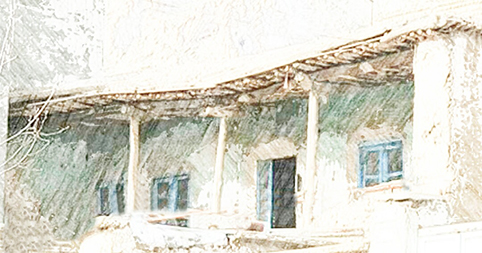
یک نمونه از معماری سنتی روانسر در شرق سراب گنی خانی

## اقتصاد
تنها کارخانه توپ دست‌دوز ایران در شهر روانسر مستقر است که به ۳۰ استان و هزار شهر در ایران توپ دست‌دوز صادر می‌کند. سالانه حدود ۳۵۰ هزار توپ دست‌دوز در این شهر تولید می‌شود که تمام آن‌ها توسط زنان و نیروهای بومی تولید می‌شود.کارخانه شیر و لبنیات روانسر که به اکثر استان و شهرستان‌های ایران محصولات خود را صادر می‌کند و نیروهای بومی زیادی در این کارخانه مشغول به کار اند. یکی از بزرگ‌ترین گاوداری‌های ایران در حسن‌آباد روانسر قرار دارد. در سالهای اخیر نیز صنعت پرورش دام و طیور در روانسر رشد بالایی داشته و روانسر در حال حاضر یکی از مراکز اصلی تأمین گوشت مرغ استان است. چندین واحد صنعتی نیز در شهرک صنعتی حسن‌آباد مشغول به کار هستند که نیروهای جوان و بومیِ زیادی را شاغل کرده‌است.
شهرستان روانسر به دلیل وجود آبهای فراوان و حاصلخیزی خوبِ خاک قطب کشاورزی استان کرمانشاه محسوب می‌شود و بیشترین نیروی کاری این شهرستان به کشاورزی اشتغال دارند از عمده محصولات روانسر می‌توان به گندم، جو، نخود، صیفی‌جات، سبزیجات و خصوصاً ذرت (که دارای بیشترین برداشت در هکتار، در کشور می‌باشد) اشاره کرد. همچنین از سال ۱۳۸۵ تولید خیار، سیب‌زمینی، کُلزا و گوجه فرنگی گسترش یافته که محصولات گوجه فرنگی آن کارخانه رب گوجه فرنگی روژین را تغذیه می‌کند. شهرستان روانسر به یکی از تولیدکنندگان مهم رب گوجه فرنگی در کشور تبدیل شده‌است. همچنین روانسر تولیدکننده سبزیجات و سایر صیفی جات سفره‌های خود شهرستان و شهرهای اطراف می‌باشد.
بازارچه مرزی روانسر نیز بازار خوبی را برای کسب درآمد برای مردم روانسر به ارمغان آورده‌است. مجتمع ستارهٔ اورامان نیز که در وسط شهر واقع شده از واحدهای لوکس و مدرن برخوردار بوده و تعدادی از جوانان در آن مشغول به کار شده‌اند.

## بزرگان روانسر
روانسر شهری تاریخی است. مالک شهر روانسر و روستاهای آن از والی زادگان اردلان بوده‌ اند که به مرور افراد و خاندانهای ملاک دیگری از خوانین، سادات و همچنین افراد غیر بومی نیز بسیاری را از آنان خریداری کرده اند.  
از بزرگان روانسر می‌توان به سردار رشید اردلان اشاره کرد.
عباس خان سردار رشید اردلان آخرین حاکم حکومت اردلان بوده‌است.
یکی دیگر از بزرگان شهر روانسر محمدصالح خان اردلان بوده‌است
محمد صالح خان در تیراندازی مهارت فوق‌العادهٔ داشت. در سال۱۳۱۰زمانی که نیروهای روس و انگلیس به روانسر حمله کردن محمد صالح خان در برابر قوای روس و انگلیس ایستاد و شکست شان داد.
اولین بخشدار مقتدر اورامانات غلامحسین خان اردلان بوده است که مرکزیت بخش آن، روانسر بوده‌ است. غلامحسین خان فرزند حسین خان و حمیده خانم اردلان بوده‌است. مادر وی (حمیده خانم) مالک گل سفید و شهرک ویس القرن بوده‌ است.
از مشاهیر دیگر روانسر می‌توان به سید محمدطاهر هاشمی، شیخ محمد سعید نقشبندی، میرزا احمد داواشی، سید حبیب الله نعلینی، غلامعلی‌خان اردلان و... اشاره کرد.